# Sablon (Bruxelles)
Pour les articles homonymes, voir Sablon.

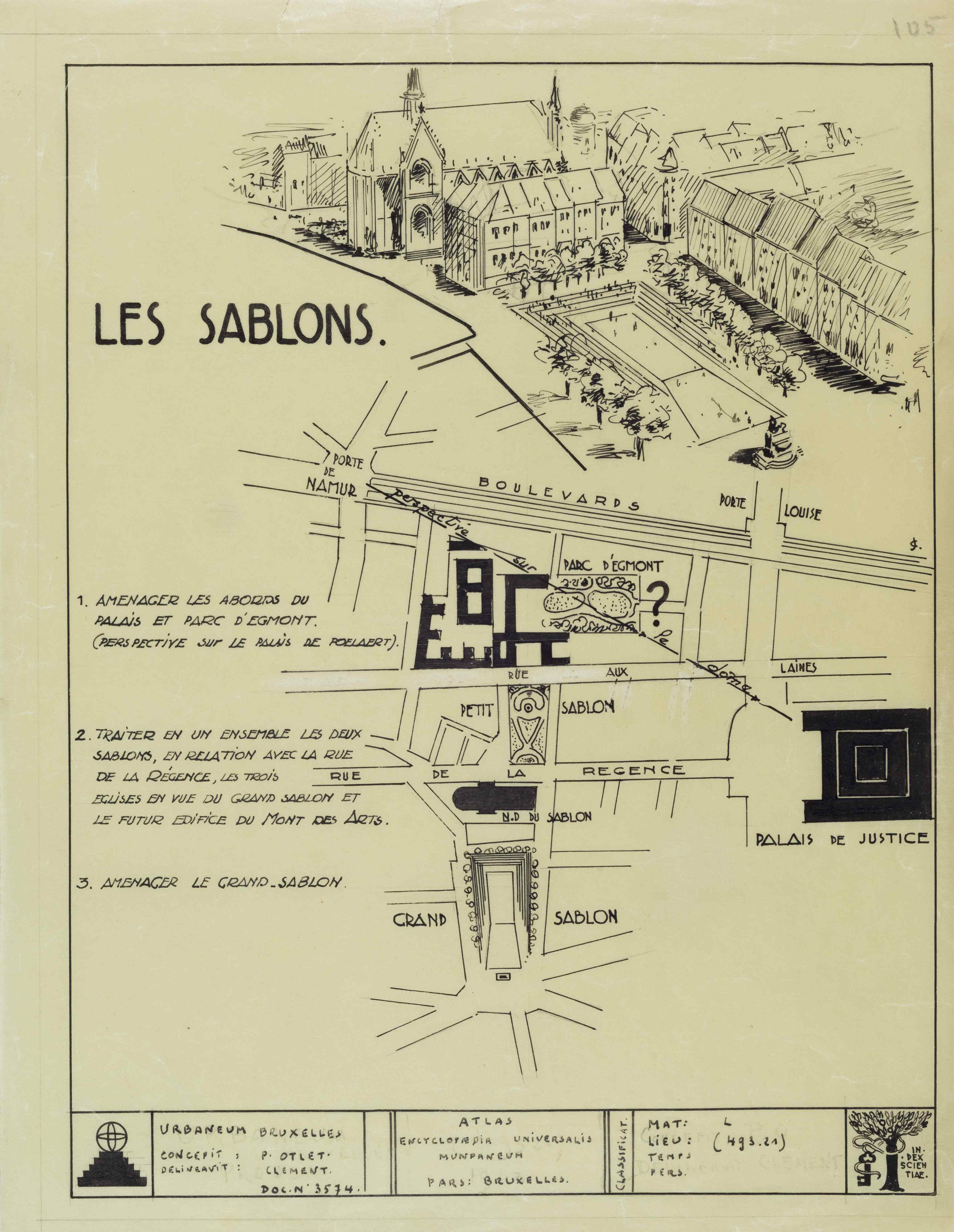

Le Sablon (en néerlandais : Zavel ; en bruxellois : Zoûvel) est un quartier situé dans le centre historique de Bruxelles qui comprend le Petit Sablon et son square, l'église Notre-Dame du Sablon, la place du Grand Sablon ainsi que les rues avoisinantes.

## Historique du quartier

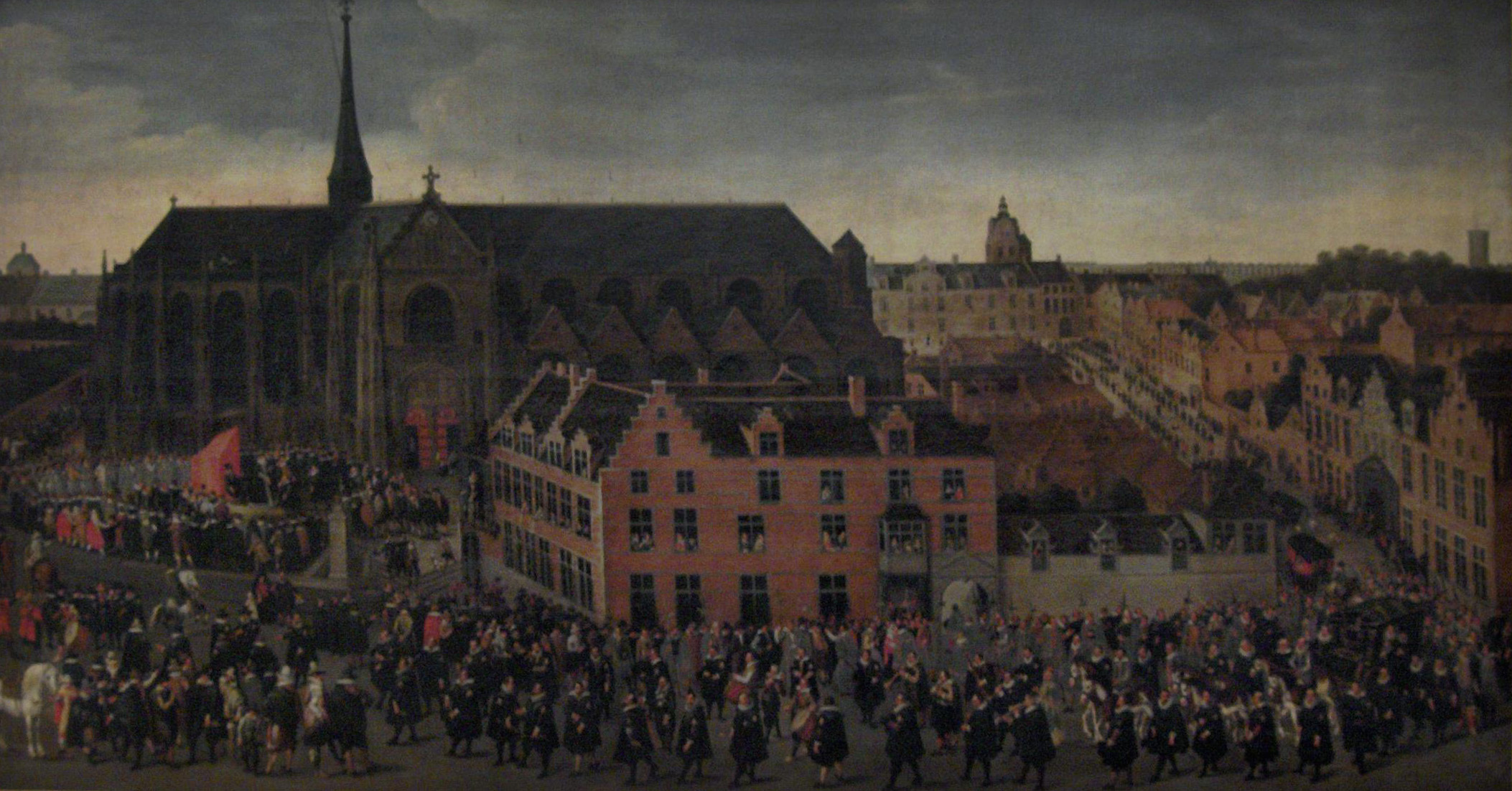
Vue du Sablon au début du XVIIe siècle. Tableau d'Antoon Sallaert : L'infante Isabelle abattant l'oiseau au tir du Grand Serment, le 15 mai 1615 au Sablon à Bruxelles

À proximité du quartier des Arts, le Sablon se situait non loin des remparts de la première enceinte. L'Hôpital Saint Jean qui possédait le terrain en fit un cimetière en 1299 puis en céda une partie en 1304 à une guilde d'arbalétriers qui entreprit d'y bâtir une chapelle, la future église Notre-Dame du Sablon. La renommée de ce modeste oratoire grandit, lorsque, selon la tradition, une statue miraculeuse de la Vierge y fut transportée d'Anvers en 1348. Au XVe siècle, les arbalétriers en firent l'église que l'on peut admirer de nos jours.
La faveur que les princes de la maison de Bourgogne et de la maison de Habsbourg témoignèrent à l'église, fit la fortune du quartier. Aux XVIe et XVIIe siècles, de nombreuses familles aristocratiques vinrent s'installer aux abords du sanctuaire. Parmi les plus célèbres figuraient les Tours et Taxis, dont l'hôtel de maître tomba sous la pioche des démolisseurs lors du percement de la rue de la Régence, et la famille d'Egmont, dont le palais, situé au-dessus du Petit Sablon, offre actuellement la meilleure idée de ce que le quartier fut au temps de sa splendeur. La rue aux Laines était le prolongement du Sablon : on y trouve encore du côté impair les hôtels de Lannoy et de Mérode-Westerloo. Dans la rue des Petits Carmes, de l'autre côté du palais d'Egmont, se trouvait au XVIe siècle l'hôtel de Culembourg, où fut rédigé en 1566 le Compromis des Nobles. Pour supprimer toute trace de cet acte séditieux contre le roi, le duc d'Albe fit raser l'hôtel en 1568 et édifier à son emplacement une colonne expiatoire.
Le voisinage du cimetière de l'Hôpital Saint-Jean incommodait déjà ses aristocratiques voisins en 1554, mais ce n'est qu'un siècle et demi plus tard que l'administration bruxelloise reconnut que la situation était devenue intolérable, rapportant que les corps « ...estoient souvent négligés et mis dans les fosses à moitié couverts, dont les chiens avoient plusieurs fois tiré des pièces et couru en plein jour avec les bras et les jambes... ». En 1704, il fut donc décidé de transférer le cimetière vers les Marolles.
Ce vieux quartier fut remodelé au XIXe siècle par le percement de la rue de la Régence entre la place Royale et le palais de justice. Cette artère "Marie Thérésienne" ( dans l'esprit et la continuité de la rue Royale) débute en 1827 et se poursuit en 1872, longe l'église et en dégage les perspectives. Les espaces situés de part et d'autre du bâtiment furent réaménagés par la même occasion et les maisons accolées à l'église détruites à partir de 1872.
La composition sociologique du quartier se modifia au fil du temps. Au XIXe siècle, il fut progressivement délaissé par l'aristocratie au profit de nouveaux quartiers huppés, tels que le quartier Léopold. Au XXe siècle, la place du Grand Sablon était occupée par une population plus modeste et on trouvait à l'intérieur des îlots des petits ateliers et des entrepôts. À la fin des années 1960, on assista à une nouvelle mutation résidentielle et commerciale : plusieurs antiquaires vinrent s'installer dans le quartier à la suite des démolitions dans le quartier du Mont des Arts. Le Sablon redevint peu à peu un quartier tellement couru, qu'il donnera lieu à la création d'un néologisme : la « sablonisation », version locale de la gentrification.

## Place du Petit Sablon

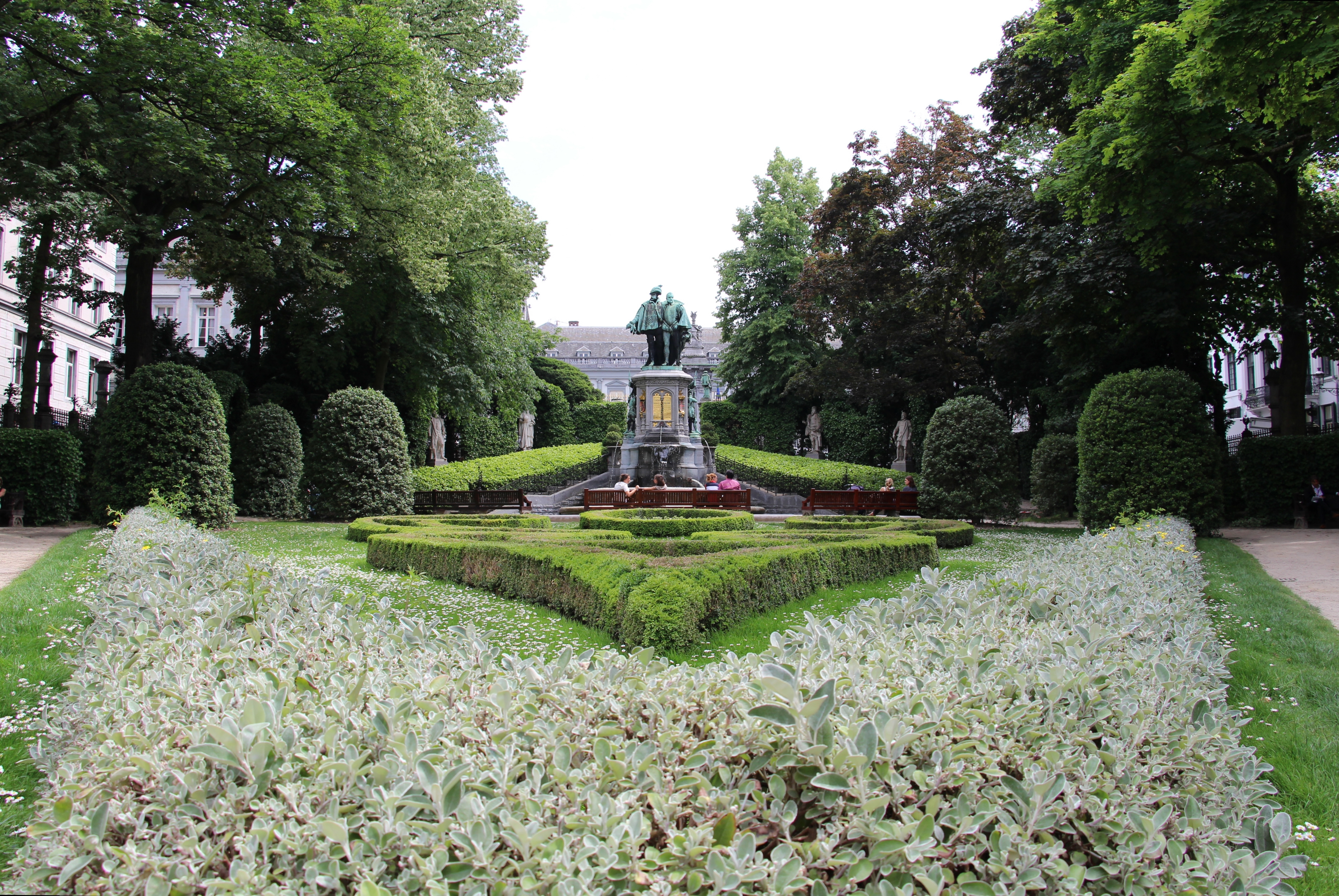
Square du Petit Sablon

Dans le haut, à l'emplacement de l'ancien cimetière, la place du Petit Sablon s'étend en pente jusqu'au palais d'Egmont.
Au Moyen Âge, le Zavelbeek (ruisseau du Sablon en néerlandais) prenait sa source dans le haut du Petit Sablon et dévalait la pente raide de la vallée de la Senne pour aller se jeter dans cette dernière aux environs de l'actuelle place Fontainas. Ce ruisseau contribua à façonner la topographie des rues du quartier : le côté sud du Petit Sablon, la rue des Sablons, le côté sud du Grand Sablon, la rue de Rollebeek ainsi que la rue des Alexiens et des Bogards correspondent à son cours à peu près rectiligne.
Au milieu de la place actuelle se trouve un jardin, le square du Petit Sablon, aménagé par l'architecte Henri Beyaert et inauguré en 1890.
Il est entouré d'une balustrade en fer forgé inspirée de celle qui ornait jadis les bailles de l'ancien palais du Coudenberg, à l'instar de la place de la gare de Binche. De nombreux sculpteurs de l'époque y contribuèrent par la représentation en bronze de l'un ou l'autre des quarante-huit métiers d'autrefois qui l'entourent. Pour assurer la cohérence du projet, Beyaert avait demandé au peintre Xavier Mellery de dessiner les quarante-huit statues. Chaque pilier de pierre supportant les statues s'orne d'un décor original et ces piliers eux-mêmes sont reliés par des grilles aux motifs tous différents.
| Les 48 métiers, leurs sculpteurs et leurs attributs (Dans le sens des aiguilles d'une montre à partir de l'entrée du square située en face du portail sud de l'église Notre-Dame du Sablon) | Les 48 métiers, leurs sculpteurs et leurs attributs (Dans le sens des aiguilles d'une montre à partir de l'entrée du square située en face du portail sud de l'église Notre-Dame du Sablon) | Les 48 métiers, leurs sculpteurs et leurs attributs (Dans le sens des aiguilles d'une montre à partir de l'entrée du square située en face du portail sud de l'église Notre-Dame du Sablon) | Les 48 métiers, leurs sculpteurs et leurs attributs (Dans le sens des aiguilles d'une montre à partir de l'entrée du square située en face du portail sud de l'église Notre-Dame du Sablon) | Les 48 métiers, leurs sculpteurs et leurs attributs (Dans le sens des aiguilles d'une montre à partir de l'entrée du square située en face du portail sud de l'église Notre-Dame du Sablon) | Les 48 métiers, leurs sculpteurs et leurs attributs (Dans le sens des aiguilles d'une montre à partir de l'entrée du square située en face du portail sud de l'église Notre-Dame du Sablon) |
| N° | Métier | Image | Sculpteur | Attributs | |
| --- | --- | --- | --- | --- | --- |
| 1. | Les Quatre couronnés : maçons, tailleurs de pierre, sculpteurs et ardoisiers | | Godefroid Van den Kerckhove | Un compas, un plan déroulé, aux pieds un élément de sculpture et des outils de maçon et d'ardoisier.                                                                                        | |
| 2. | Les Armuriers, Heaumiers et Fourbisseurs | | Godefroid Van den Kerckhove | Épée et casque. | |
| 3. | Les Étainiers et les Plombiers | | Jean Cuypers | Rouleau de plomb et soufflet. | |
| 4. | Les Couvreurs en tuiles | | Albert Desenfans | Une échelle. | |
| 5. | Les Blanchisseurs | | Jef Lambeaux | Une pelle. | |
| 6. | Les Chaudronniers et Fondeurs | | Jef Lambeaux | Pot, cannette et marteau. | |
| 7. | Les Tourneurs de chaises, Plafonneurs, Couvreurs en chaume et Vanniers | | Antoine Van Rasbourgh | Balustre tourné et panier en osier. | |
| 8. | Les Chapeliers, Foulons et Brandeviniers | | Jean Cuypers | Un Chapeau. | |
| 9. | Les Tanneurs | | Albert Desenfans | Une peau de boeuf. | |
| 10. | Les Fabricants de chaises en cuir d'Espagne et les Perruquiers | | Jules Courroit | Une chaise. | |
| 11. | Les Arquebusiers | | Jean Van den Kerckhove | Arquebuse et enclume. | |
| 12. | Les Savetiers | | Jean-André Laumans | Une paire de chaussures. | |
| 13. | Les Marchands de poissons d'eau douce | | Jean-André Laumans | Filets et poisson. | |
| 14. | Les Cordonniers | | Louis Pierre Van Biesbroeck | Bottes et chaussures. | |
| 15. | Les Tondeurs de drap, Drapiers et Marchand de draps | | Eugène De Plyn | Des forces ou ciseaux. | |
| 16. | Les Teinturiers | | Charles Geefs | Un pot à la main, récipient et fourneau sur le socle. | |
| 17. | Les Ceinturonniers et Épingliers | | Antoine Van Rasbourgh | Des ceinturons. | |
| 18. | Les Merciers | | Polydoor Comeyn | Balance et écheveau de laine. | |
| 19. | Les Forgerons | | Louis Eugène Cambier | Un marteau. | |
| 20. | Les tisserands de toile et les marchands de toile | | Eugène De Plyn | Une navette. | |
| 21. | Les Fripiers | | Augustin Van den Kerckhove | Chapeau et pièce d'étoffe. | |
| 22. | Les Charpentiers | | Augustin Van den Kerckhove | Une hache. | |
| 23. | Les Bateliers | | Edouard Laborne | Rame, cordages et ancre. | |
| 24. | Les Tisserand en laine | | Benoît Wante | Une navette. | |
| 25. | Les Tailleurs | | Armand Cattier | Vêtement et ciseaux. | |
| 26. | Les Selliers et Carrossiers | | Robert Fabri | Selle et brancard de voiture. | |
| 27. | Les Fruitiers | | Albert Hambresin | Une corbeille de fruits. | |
| 28. | Les Peintres, Batteurs d'or et Verriers | | Antoine Van Rasbourgh | Palette et brosse. | |
| 29. | Les Serruriers et Horlogers | | Jean Cuypers | Horloge et trousseau de clefs. | |
| 30. | Les Marchands de vin | | Albert Hambresin | Bouteilles, gobelet et tonneau. | |
| 31. | Les Chaussetiers | | Robert Fabri | pièce de drap et chausses pendues à la ceinture. | |
| 32. | Les Barbiers et Chirurgiens | | Jean-Baptiste Martens | Un pot en main, pied posé sur une boîte à instruments. | |
| 33. | Les Légumiers et Scieurs | | Albert Hambresin | Une scie. | |
| 34. | Les Couteliers | | Julien Renodeyn | Un couteau dans une gaine. | |
| 35. | Les Tonneliers | | Jules Courroit | Cerceau de bois. | |
| 36. | Les Brodeurs et Pelletiers | | Armand Cattier | Un manteau de fourrure. | |
| 37. | Les Ébénistes | | Augustin Van den Kerckhove | Rabot et compas. | |
| 38. | Les Passementiers | | Émile Namur | Cordelière et floche. | |
| 39. | Les Orfèvres | | Émile Namur | Une châsse et un vase. | |
| 40. | Les Graissiers | | Polydoor Comeyn | Une oie morte et un flacon. | |
| 41. | Les Gantiers | | Louis Pierre Van Biesbroeck | Gants en main, ciseaux à la ceinture. | |
| 42. | Les Doreurs | | Louis Pierre Van Biesbroeck | Palette, pinceau et godet au mordant. | |
| 43. | Les Meuniers | | Guillaume Charlier | Roue de moulin et moulin. | |
| 44. | Les Marchands de poisson salé | | Charles Geefs | Poissons et petit tonneau. | |
| 45. | Les Bouchers | | Edmond Lefever | Coutelas et trousse à la ceinture. | |
| 46. | Les Tapissiers | | Albert Desenfans | Une bobine avec du fil. | |
| 47. | Les Brasseurs | | Jean Van den Kerckhove | L'arbre. | |
| 48. | Les Boulangers | | Émile Namur | Une pelle à enfourner. | |

Deux statues méritent une attention particulière :
- La tête de la statue du métier des Quatre Couronnés a été sculptée à l'effigie de l'architecte Beyaert[10].
- La statue du tonnelier fut dérobée en 1965 et retrouvée décapitée. Il fallut en refaire la tête[11].

Au centre du square se dresse la fontaine des comtes d'Egmont et de Horne, symboles de la résistance à la tyrannie espagnole au XVIe siècle. Cette fontaine se situait initialement devant la maison du Roi à la Grand-Place. Ce groupe est entouré de dix statues disposées en hémicycle représentant des hommes politiques, des savants ou des artistes du XVIe siècle, de gauche à droite :
1. Philippe de Marnix de Sainte-Aldegonde (1538-1598), homme d'État, militaire, poète, polémiste, théologien et pédagogue par Paul De Vigne
2. Abraham Ortelius (1527-1598), mathématicien et géographe, par Jef Lambeaux
3. Bernard van Orley, (c.1491-1541), peintre, par Julien Dillens
4. Jean de Locquenghien (1518-1574), bourgmestre et amman de Bruxelles, par Godefroid Van de Kerckhove
5. Mercator (1512-1594), cartographe, par Louis Pierre Van Biesbroeck
6. Dodonée (1518-1585), botaniste, par Alphonse de Tombay
7. Cornelis de Vriendt, (1518-1578), sculpteur et architecte, par Jules Pecher
8. Henri de Brederode (1531-1568), patriote bruxellois, par Antoine-Joseph Van Rasbourgh
9. Louis van Bodeghem (c.1470-1540), architecte, par Jean Cuypers
10. Guillaume le Taciturne, prince d'Orange (1533-1584) par Charles Van der Stappen

Autour du parc se dresse un ensemble de maisons du XIXe siècle, la plupart de style néo-classique. Seule, au n° 9, la maison dite « Au Roy d'Espagne » date du XVIIe siècle.

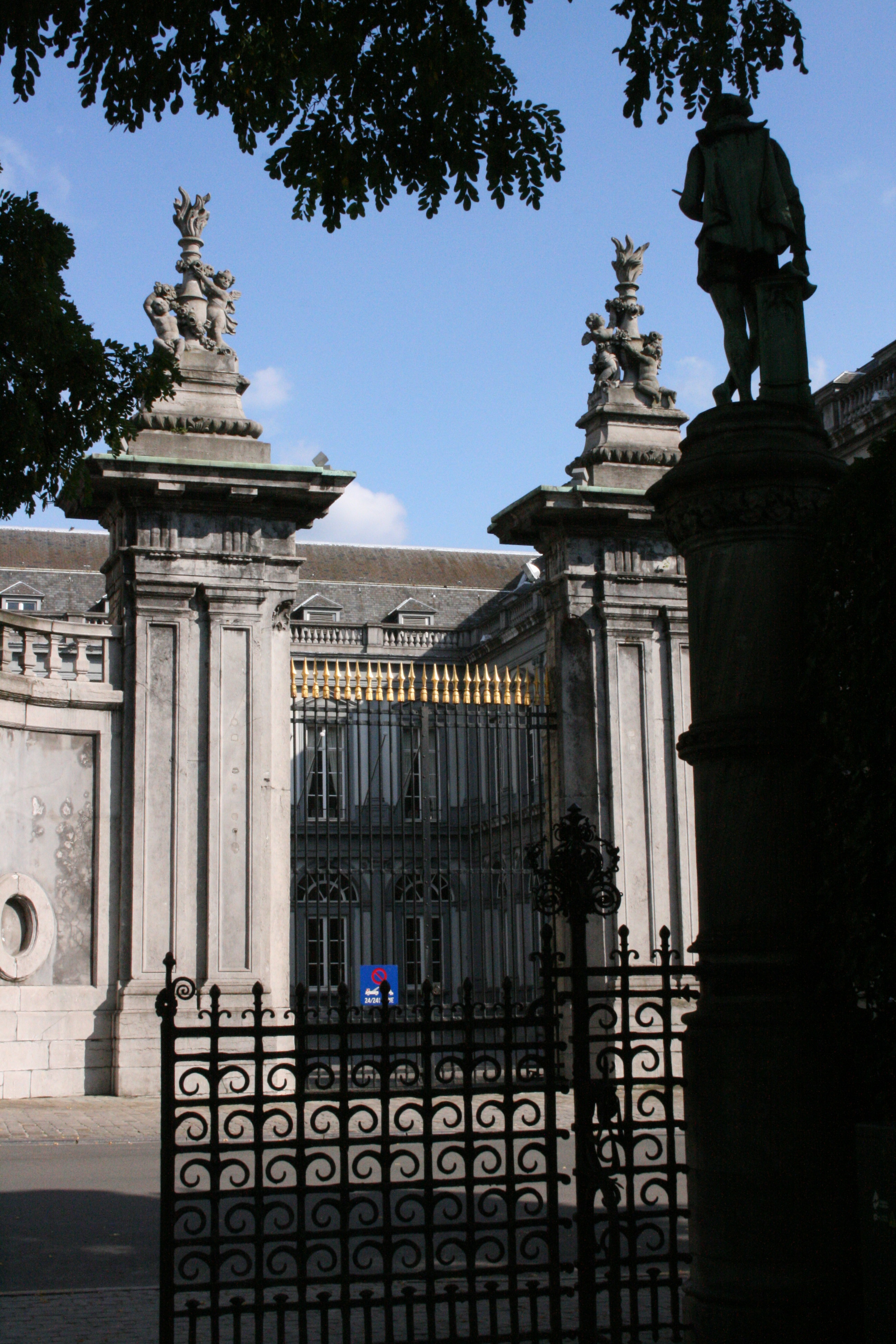
Entrée du palais d'Egmont vue depuis le jardin du Petit Sablon
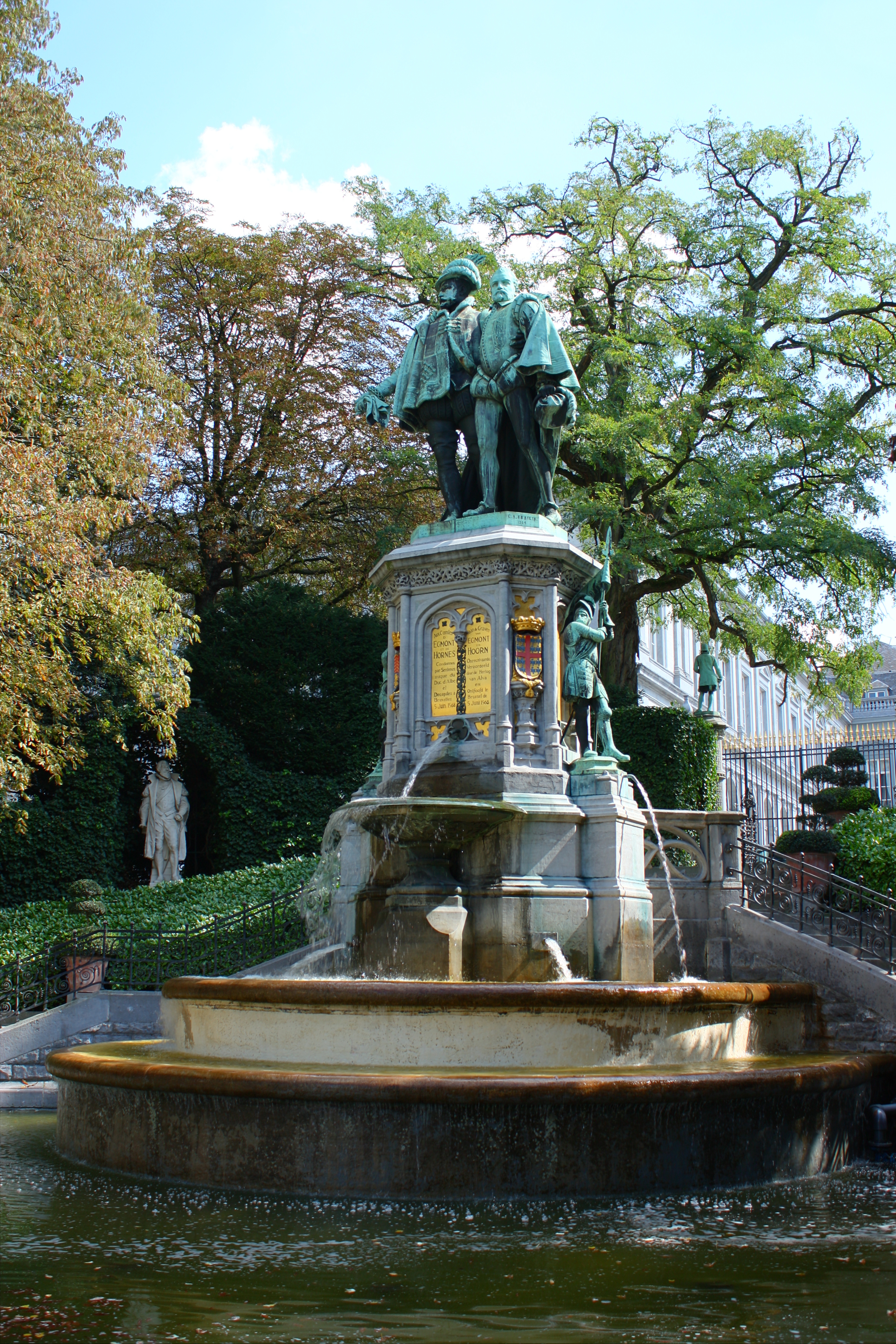
Statue des comtes d'Egmont et de Hornes
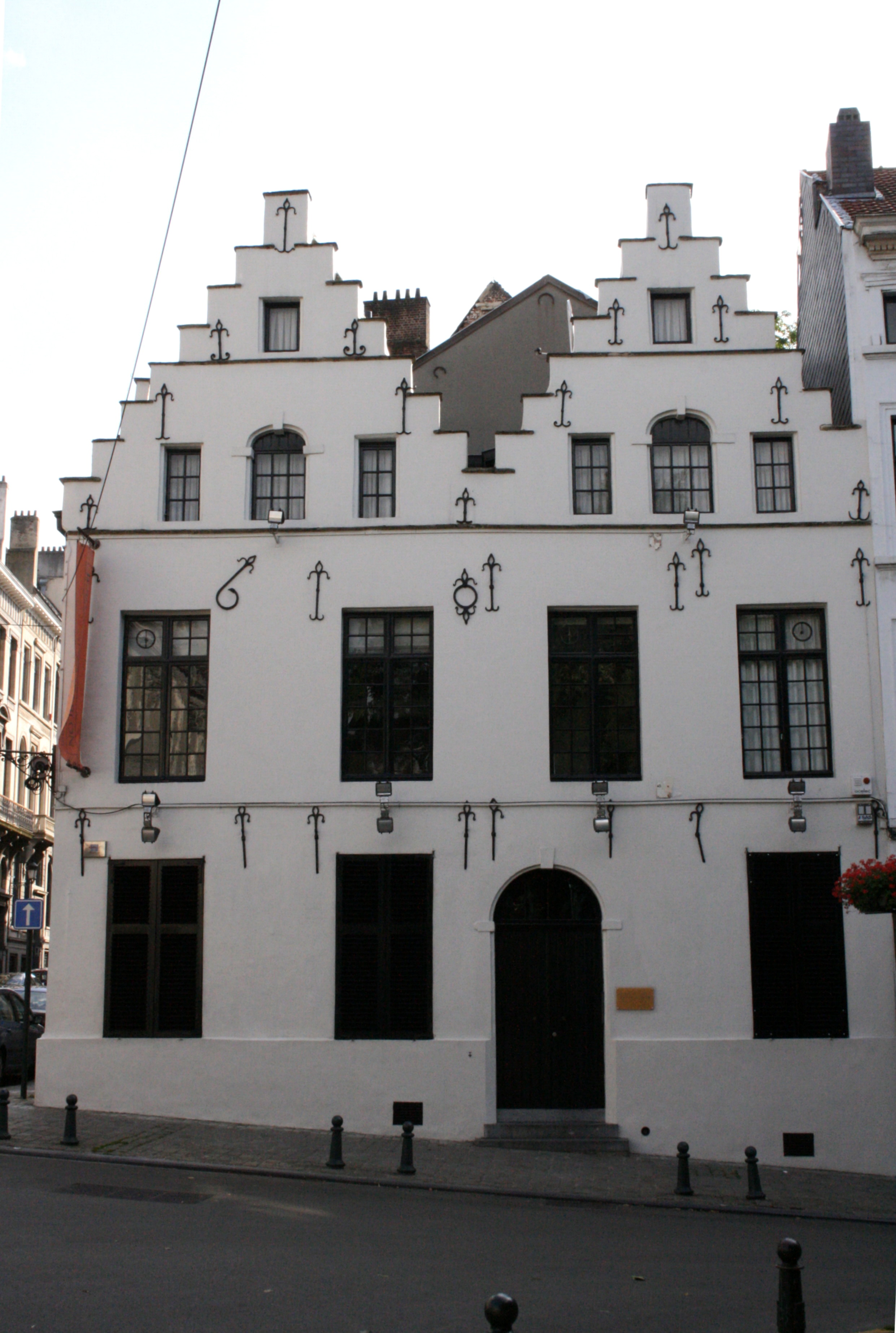
Maison Au Roy d'Espagne

## Place du Grand Sablon

### Description et historique
De l'autre côté de l'église, le Grand Sablon forme un vaste quadrilatère irrégulier, long de 150 mètres, mais large seulement de 30 mètres à l'ouest et de 40 mètres à l'est. Lorsque les Bruxellois parlent du Grand Sablon, ils omettent généralement l'adjectif ; par contre la précision est d'usage pour désigner le Petit Sablon. Le Grand Sablon communiquait jadis avec le Petit Sablon par la rue Bodenbroek et la rue des Sablons. Ces deux rues ont été amputées d'une partie de leur tracé par le percement de la rue de la Régence, qui a accentué la rupture entre les deux Sablons. Au XIIIe siècle, le Grand Sablon était une prairie marécageuse et sablonneuse, qui se trouvait à l'extérieur de la première enceinte de Bruxelles. Au XVIe siècle, cette place s'appelait Forum Equorum en latin ou Peerdemerct en néerlandais, (c'est-à-dire Marché aux Chevaux), à cause du marché aux chevaux qui s'y tint de 1320 à 1754. Le nom Sablon est cependant plus ancien. Au XIVe siècle, on l'appelait Zavelpoel (c'est-à-dire bassin du Sablon en néerlandais), à cause du bassin qui en occupait le centre et qui ne disparut qu'en 1615. Après le comblement de ce bassin, on érigea une fontaine à son emplacement en 1661. L'eau qui l'alimentait, fut amenée par une nouvelle conduite de Obbrussel. Elle fut remplacée en 1754 par la fontaine de Minerve, restaurée en 1999, qui est un don posthume de Thomas Bruce, comte d'Ailesbury, un exilé anglais souhaitant témoigner sa reconnaissance à Bruxelles pour son hospitalité.
La place du Grand Sablon fut souvent le théâtre de fêtes et de concours, mais aussi d'événements tragiques. Elle fut le lieu d'une exécution massive le 1er juin 1568, lorsque dix-huit signataires de la pétition du Compromis des Nobles y furent décapités. Quelques toiles célèbres nous laissent entrevoir ce que furent les grandes heures du Sablon au XVIIe siècle sous les archiducs Albert et Isabelle, qu'il s'agisse de la série consacrée par Denys van Alsloot à l'Ommegang de 1615, ou encore des tableaux d'Antoon Sallaert : Les archiducs Albert et Isabelle assistant à la procession des pucelles au Sablon et L'infante Isabelle abattant l'oiseau au tir du Grand Serment, le 15 mai 1615 au Sablon à Bruxelles. Ces deux derniers tableaux sont liés : l'infante, proclamée « reine » du Serment après avoir abattu le papegay au sommet de l'église Notre-Dame du Sablon, reçut du magistrat de Bruxelles une somme de 25 000 florins, dont elle consacra le revenu à une rente destinée à six jeunes filles pauvres, qui participeraient à la procession autour du Sablon constituant le sujet du deuxième tableau. Du XIXe au XXe siècle, le Grand Sablon fut le haut lieu d'un sport, dont on a peine à imaginer aujourd'hui la popularité en ces lieux, la balle pelote. Les souverains belges venaient souvent assister aux concours jusque dans les années 1950. Le roi Léopold II, y venait, disait-il, « en voisin de quartier ».
Le bas de la place connut d'importantes modifications à la fin du XIXe siècle. Elle ne communiquait avec la rue des Minimes que par la petite rue des Minimes et la rue du Coq-d'Inde. En 1884-88, la rue des Minimes fut élargie et prolongée en ligne droite vers la place, entraînant la disparition de la rue du Coq-d'Inde et de plusieurs maisons du bas de la place. Le Sablon ne communiquait jadis avec le bas de la ville que par la rue de Rollebeek. Pour améliorer ces communications, on perça en 1894 la rue Joseph Stevens, créant par la même occasion une perspective vers l'église Notre-Dame de la Chapelle. Le percement de la rue Lebeau en 1893 participait de la même intention.

### Édifices remarquables
- No 4 : Cette maison Louis XIV est datée « 1728 » à la frise. Son noyau est sans doute plus ancien.
- No 5 : Cette maison était connue jadis sous le nom d'Hôtel du Chastel de la Howarderie. Construite en style classique vers 1785, elle se déploie en L autour d'une cour intérieure. Deux travées ont été ajoutées à la façade en 1857. Elle possède une belle décoration intérieure de style Louis XVI, dont la cage d'escalier comporte un décor en stuc et un escalier hélicoïdal. Dans la cour se trouvent des écuries, une orangerie et deux petites maisons à pignon en gradins du XVIIe siècle, dont l'une possède encore un plafond de style baroque.
- No 15-16 : Cette maison du XVIIe siècle possède un pignon baroque.
- No 38-39 : Ces deux jolies maisons à pignon à gradins peuvent sembler d'origine. Il n'en est rien : le pignon avait disparu au XIXe siècle. En 1954-57, elles furent rehaussées d'un étage et surmontées d'un nouveau pignon. Le no 39 porte un millésime fictif de 1667.
- No 43 : Cette maison est tout ce qui reste d'un hôtel de maître du XVIe siècle. Des cinq travées d'origine il n'en subsiste que deux, les trois autres ayant été détruites lors de la prolongation de la rue des Minimes. Le rez-de-chaussée possède encore deux arcs en anse de panier, dans un style gothique finissant.
- No 49 : Cette étroite maison à pignon à gradins porte des ancrages qui la feraient remonter à l'année 1567. C'était jadis un café bien connu appelé Les bons enfants.

### Activités
Le Grand Sablon constitue tout à la fois un vrai quartier avec ses habitants et ses petits commerces, un lieu de promenade pour les badauds et une attraction pour les touristes.
Le samedi et le dimanche s'y tient le Marché des Antiquités et du Livre. Tout autour de la place nombre de magasins d'antiquités, de boutiques de couturiers, de joailliers (Maison Holemans), de restaurants, d'hôtels, un hôtel des ventes et plusieurs pâtissiers et chocolatiers belges connus (Neuhaus, Pierre Marcolini, Godiva) animent le quartier.
À l'instar de nombreuses places bruxelloises, la place du Sablon a  été transformée en parking. Un projet est à l'étude pour en réaménager l'espace.
La place est chaque année le point de départ du cortège de l'Ommegang et le 20 novembre, de celui de la Saint-Verhaegen, fête de la fondation de l'université libre de Bruxelles.

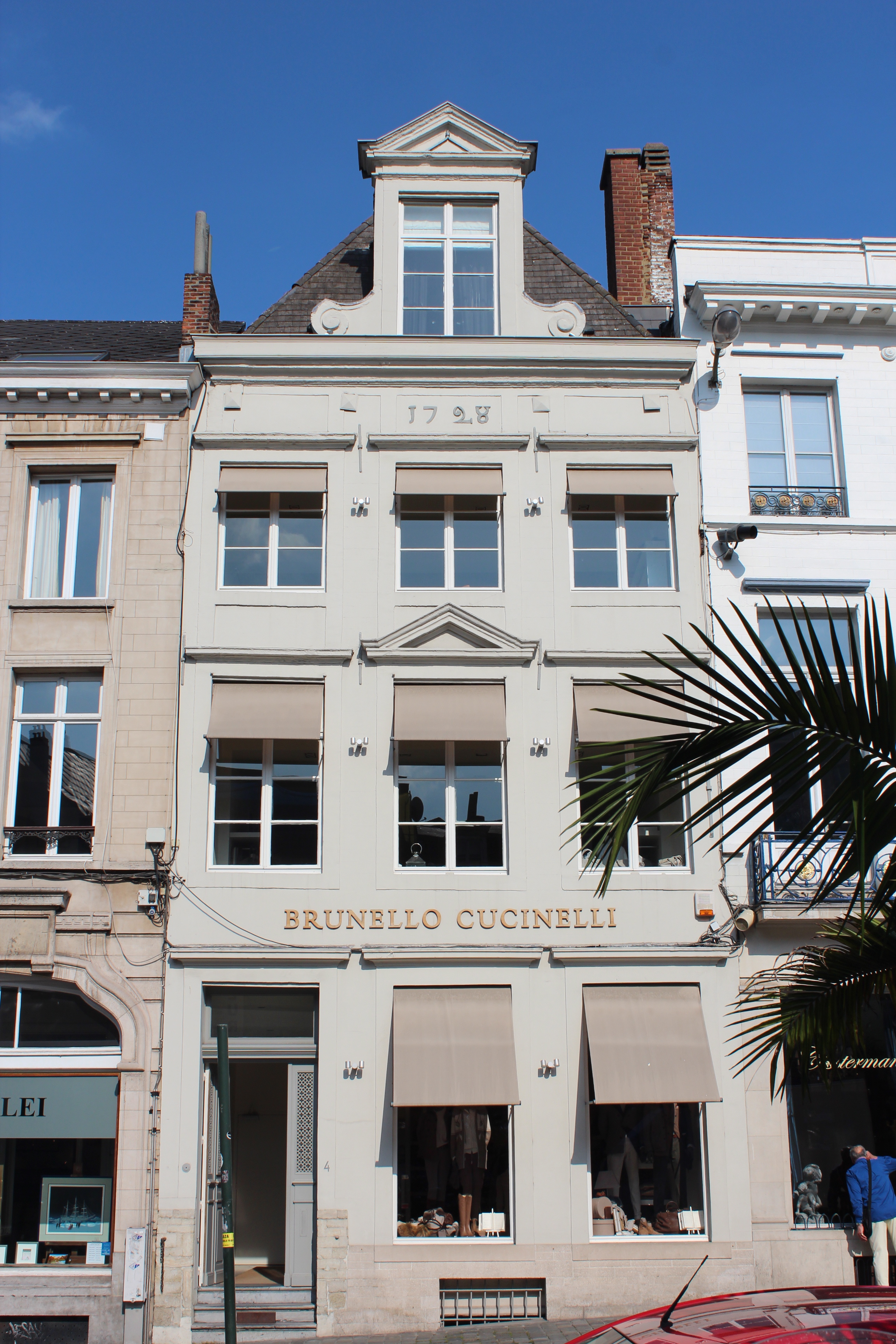
No 4 : maison Louis XIV, datée « 1728 »
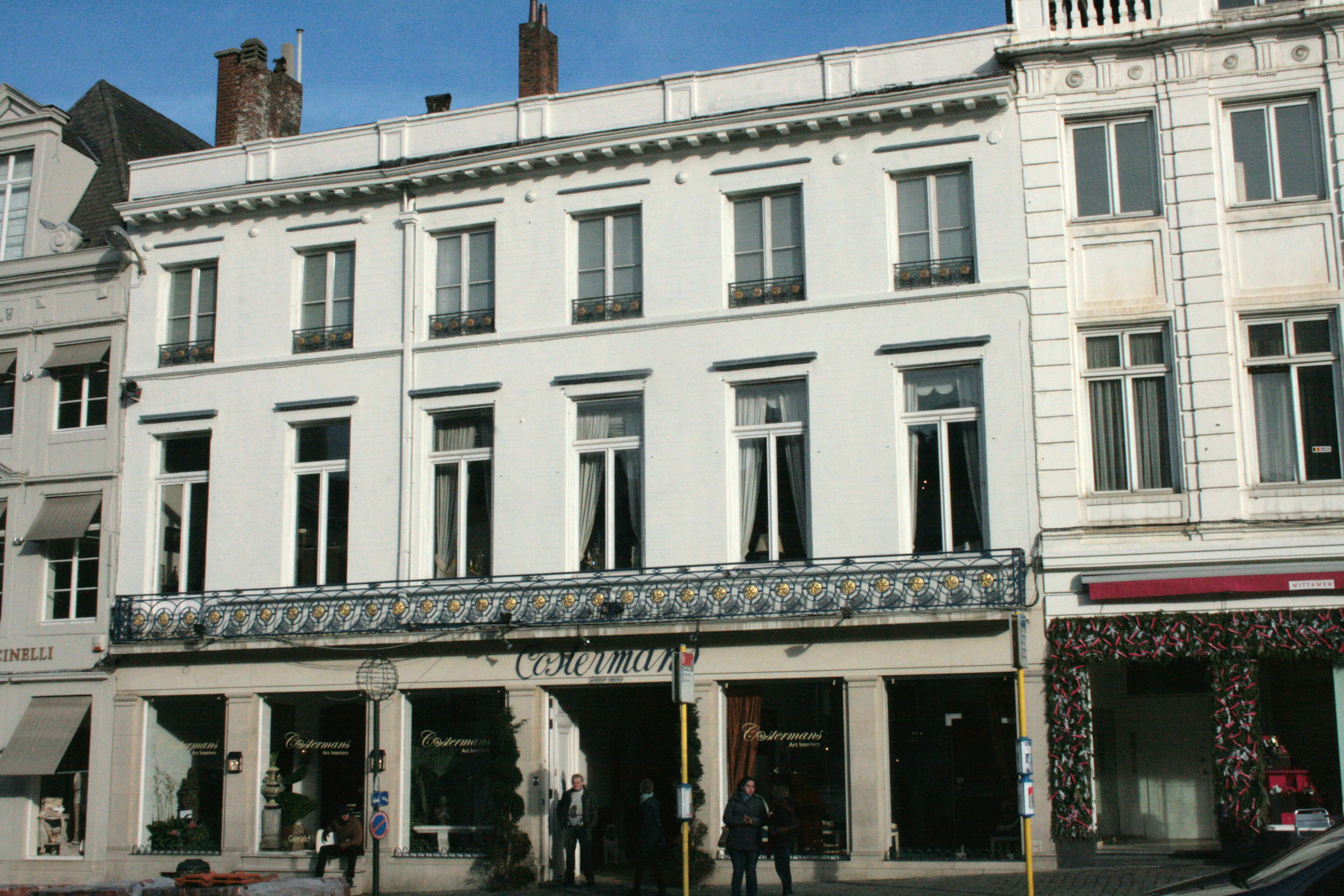
N° 5 : maison en style classique bâtie vers 1785
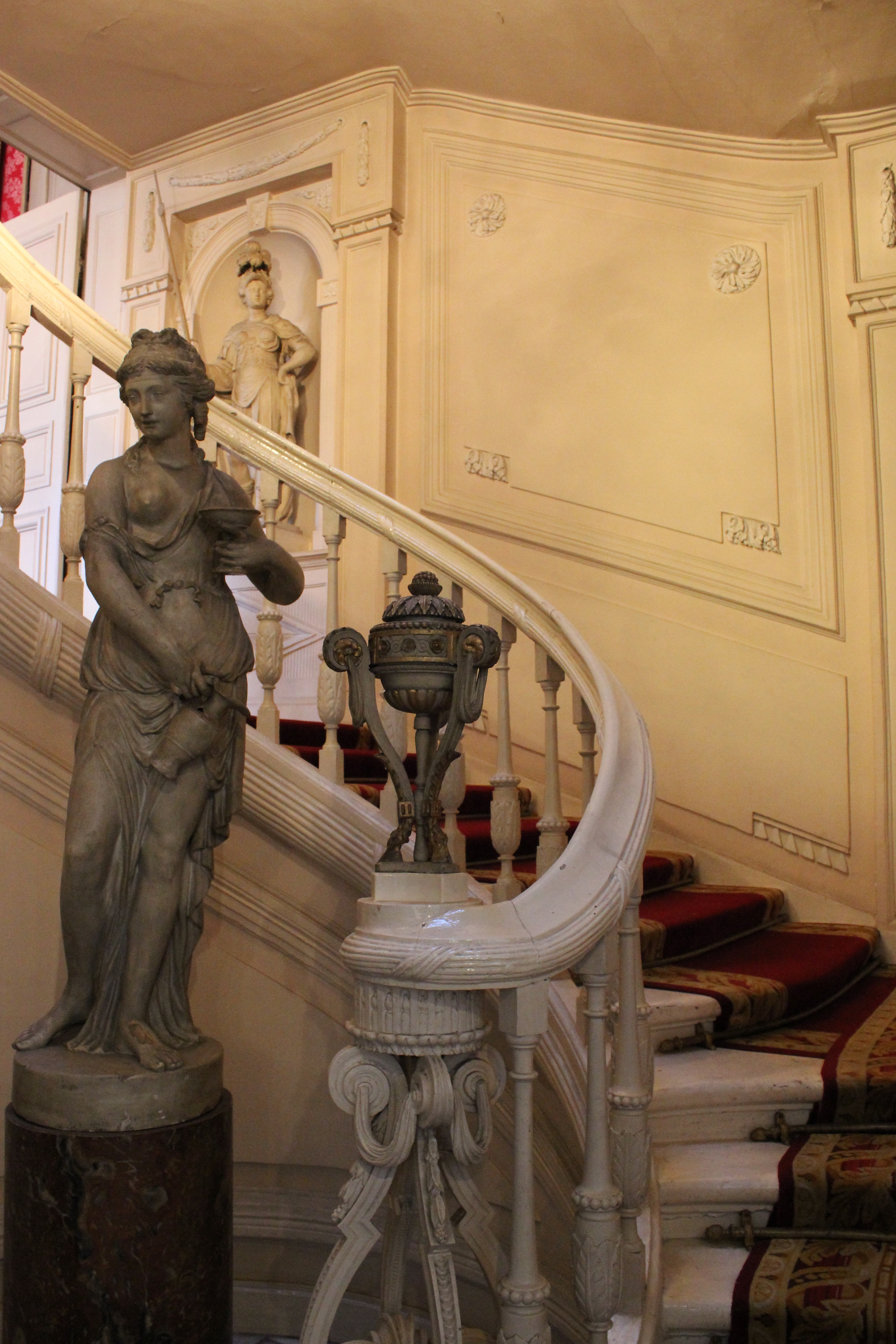
No 5 : Cage d'escalier
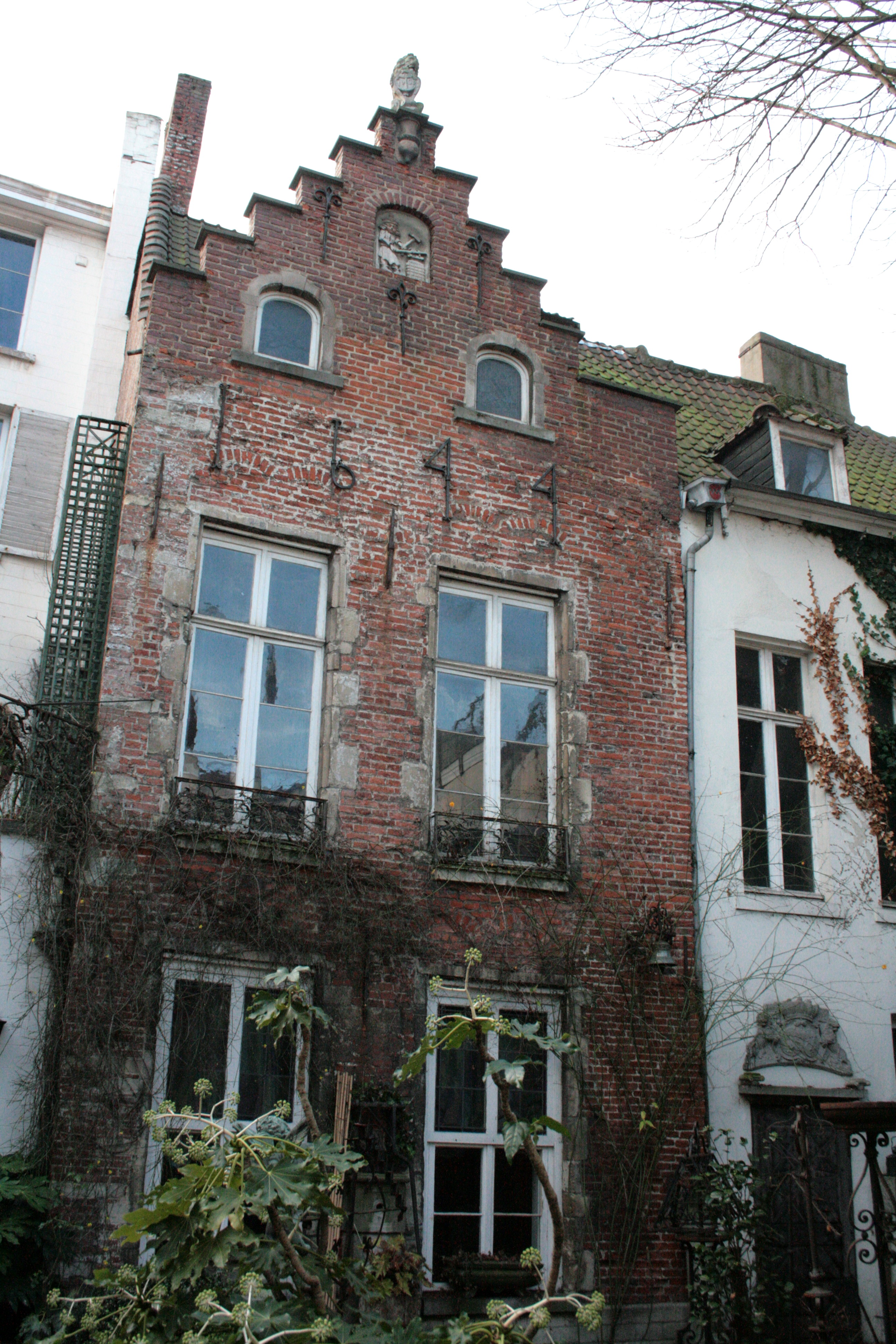
No 5 : maison à pignon à gradins du XVIIe siècle dans la cour intérieure
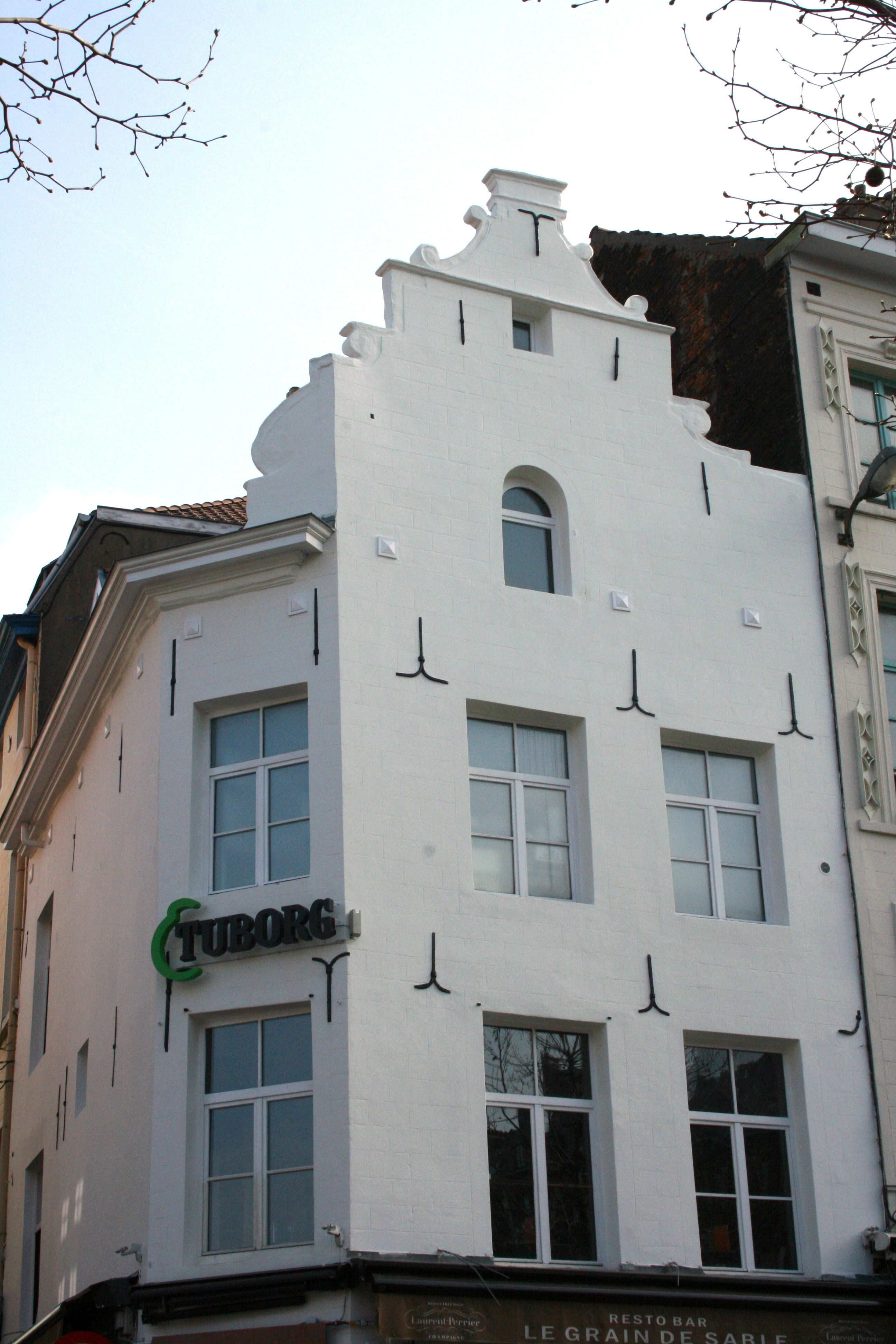
No 15-16 : maison du XVIIe siècle à pignon baroque
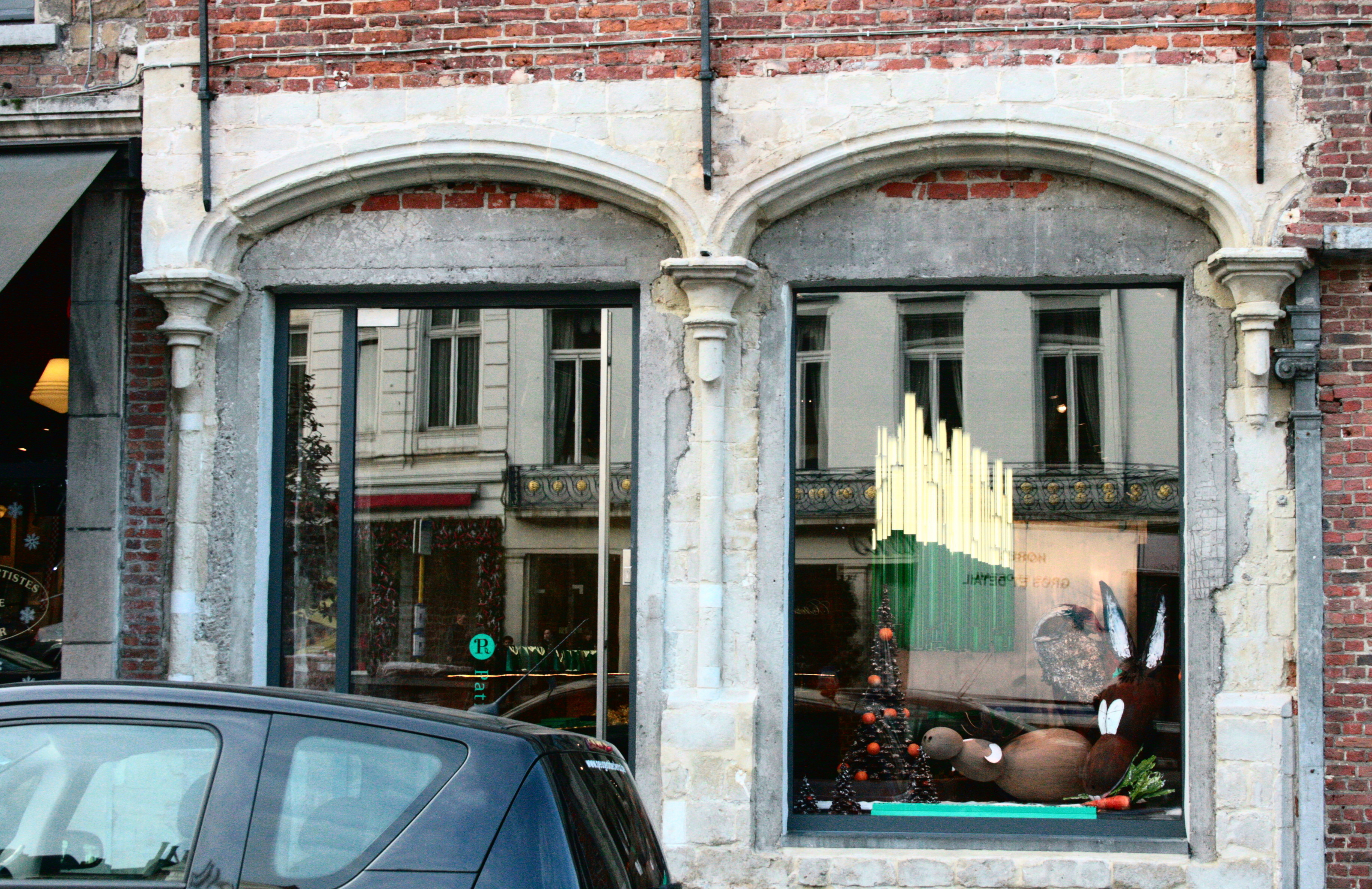
No 43 : rez-de-chaussée avec deux arcs en anse de panier
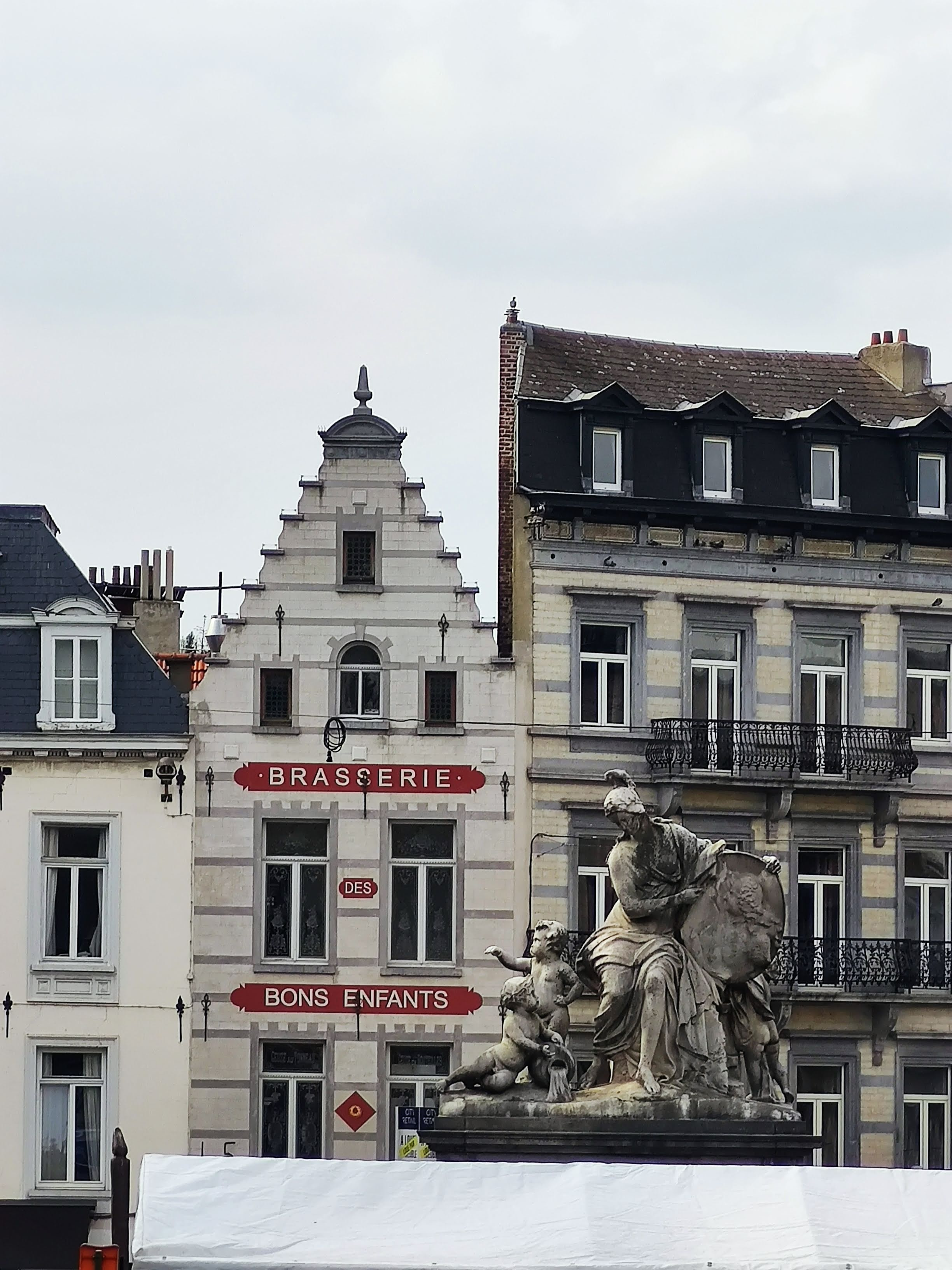
No 49 : maison à pignon à gradins millésimée « 1567 »
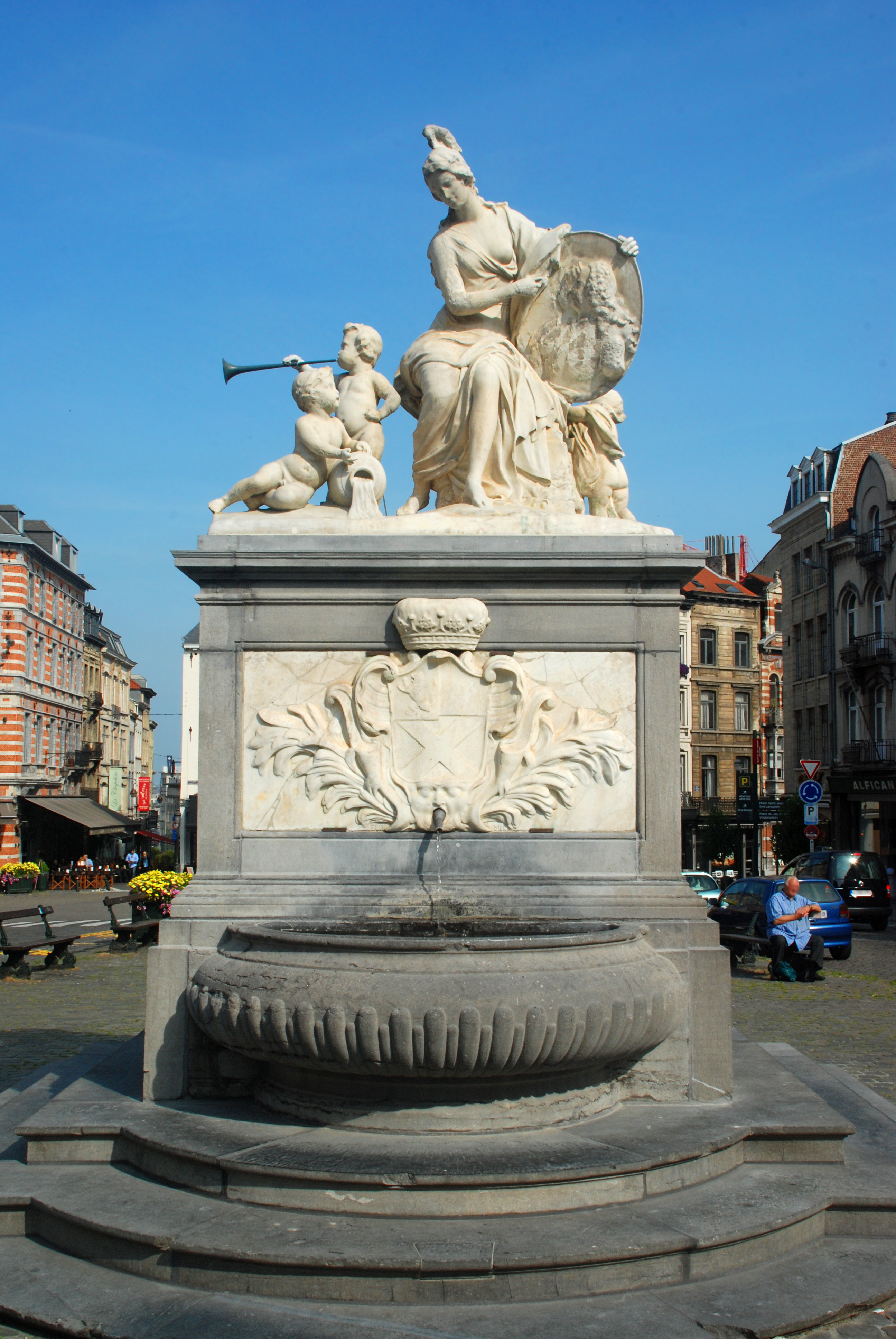
Fontaine de Minerve
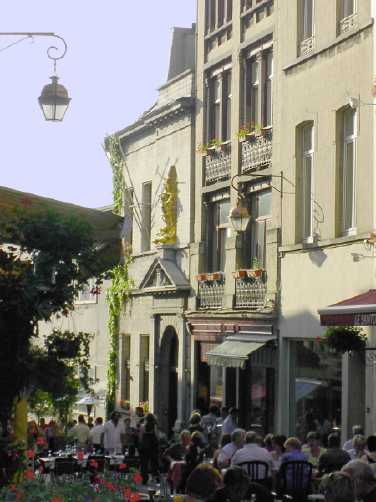
Rue de Rollebeek

## Monuments
- La place du Grand-Sablon
- La place du Petit-Sablon
- L'église Notre-Dame-du-Sablon
- Le palais d’Egmont
- Le parc d'Egmont
- Le Conservatoire royal de Bruxelles
- Le palais de justice de Bruxelles